# مارشال دابلیو. میسن
مارشال دابلیو. میسن (انگلیسی: Marshall W. Mason؛ زادهٔ ۲۴ فوریهٔ ۱۹۴۰) کارگردان نمایش و کارگردان تلویزیونی اهل ایالات متحده آمریکا است.
از فیلم‌ها یا مجموعه‌های تلویزیونی که وی در آن‌ها نقش داشته‌است، می‌توان به تماشاخانه آمریکایی اشاره نمود.
وی همچنین برندهٔ جوایزی همچون جایزه ویژه تونی و جایزه اوبی شده‌است.